# Dzięcioły (Wołomin)
Pour les articles homonymes, voir Dzięcioły.

Dzięcioły (prononciation : [d͡ʑenˈt͡ɕɔwɨ]) est un village polonais de la gmina de Tłuszcz dans le powiat de Wołomin de la voïvodie de Mazovie dans le centre-est de la Pologne.
Il est situé à environ 2 kilomètres à l'est de Tłuszcz (siège de la gmina), 19 kilomètres au nord-est de Wołomin (siège du powiat), et 40 kilomètres au nord-est de Varsovie (capitale de la Pologne).

## Histoire
De 1975 à 1998, le village appartenait administrativement à la voïvodie d'Ostrołęka.